# Pleun van der Pijl
Pleun van der Pijl (11 gennaio 2003) è una pallavolista olandese, schiacciatrice della UYBA.

## Caratteristiche tecniche
Può giocare indistintamente sia nel ruolo di schiacciatrice che di opposto.

## Carriera

### Club
La carriera di Pleun van der Pijl inizia nella stagione 2018-19 quando viene ingaggiata dal Talent Team, militante nella Eredivisie olandese: resta legata al club di Arnhem per quattro annate, per poi passare allo Sneek, nella stagione 2022-23, con cui si aggiudica due campionati e la Supercoppa olandese 2023.
Per l'annata 2024-25 si trasferisce in Italia, accettando l'offerta della UYBA, in Serie A1.

## Palmarès

### Club
- Campionato olandese: 2

2022-23, 2023-24
- Supercoppa olandese: 1

2023